# Поремба (Буський повіт)
Поремба (пол. Poręba) — село в Польщі, у гміні Ґнойно Буського повіту Свентокшиського воєводства.
Населення — 92 особи (2011).
У 1975—1998 роках село належало до Келецького воєводства.

## Демографія
Демографічна структура на день 31 березня 2011 року:
|          | Загалом | Допрацездатний вік | Працездатний вік | Постпрацездатний вік |
| -------- | ------- | ------------------ | ---------------- | -------------------- |
| Чоловіки | 48      | 10                 | 32               | 6                    |
| Жінки    | 44      | 12                 | 21               | 11                   |
| Разом    | 92      | 22                 | 53               | 17                   |